# Мотояма (Коті)
Мотоя́ма (яп. 本山町, もとやまちょう, МФА: [motojama t͡ɕoː]?) — містечко в Японії, в повіті Наґаока префектури Коті.  Отримало статус містечка 1910 року. Площа становить 134,21 км². Станом на 1 липня 2012 року населення складало 4028  осіб, густота населення — 30 осіб/км².   

## Демографія
Згідно з даними перепису населення Японії, населення Мотояма стабільно зменшується останні 60 років. Станом на 1 жовтня 2020 року населення складало 3261 осіб, з яких чоловіків — 1516 осіб, жінок — 1745 осіб. Густота населення — 24,30 осіб/км².